# パラス族
パラス族 (Pallas family) は主にB型小惑星からなる、軌道傾斜角の大きい小惑星帯（メインベルト）の中部に位置する小惑星族。
パラス族最大の小惑星はパラスであり、およそ530kmもの直径を持つ超大型の小惑星である。残りのパラス族小惑星ははるかに小さく、最も大きいといわれる (5222) Ioffeですら直径22キロメートルほどしかない。これらの小惑星はパラスに他の小さい小惑星がぶつかった際にその破片が固まったものと思われる。

## 軌道
この小惑星族の中心となるものの軌道要素は下記の通りである。
|      | ap      | ep   | ip  |
| ---- | ------- | ---- | --- |
| 最小 | 2.71 AU | 0.25 | 32° |
| 最大 | 2.79 AU | 0.31 | 34° |

また、広域で考えると軌道要素は下記の通りである。
|      | a       | e    | i   |
| ---- | ------- | ---- | --- |
| 最小 | 2.71 AU | 0.13 | 30° |
| 最大 | 2.79 AU | 0.37 | 38° |

この小惑星族を最初に発見したのは平山清次で、1928年のことである。また、ディルク・ブラウワー、古在由秀などが研究し、パラス族に小惑星を分類している。